# Grinta!
Grinta! is een Vlaams tweemaandelijks tijdschrift dat wordt verspreid in België en Nederland. Het is een uitgave van Grinta Publicaties bvba dat is gevestigd in de Wortegem-Petegem. In 2019 werd de uitgeverij overgenomen door het internationale sportbedrijf Golazo uit Beringen.

## Wielersport
Het blad kwam op de markt in mei 2007 en richt zich op fietsers die de wielersport beoefenen in de ruimste zin van het woord zoals wielertoeristen en -renners, recreanten, mountainbikers. Zowel individueel of in allerlei groepsverbanden. Het tijdschrift geeft informatie over ontwikkelingen met betrekking tot de fiets, de kledij, voeding, fietsroutes, verzorging en uitrusting. Daarnaast worden er jaarlijks twee extra nummers uitgebracht waarin specifieke topics worden uitgewerkt: knooppuntenroutes, fietsreizen, fietsen in de bergen, offroad, elektrisch en dergelijke.

## Uitgever
Het bedrijf werd opgericht door Wim Wullaert en zijn toenmalige echtgenote Colette Wielfaert. Kurt Titeca was de eerste hoofdredacteur, in 2009 werd hij opgevolgd door eindredacteur Frederik Backelandt die vanaf 2016 ook de rol van uitgever op zich nam. Het geprinte blad bleef een centrale rol spelen maar oog het digitale luik (website, sociale media, videoproductie, podcasts) werd in de loop der jaren flink ontwikkeld.
Uitgeverij Grinta! Publicaties bvba kent behalve de huismerken Grinta! en 'Titanen' (een personalityblad over de grote wielerkampioenen), ook 'Panache' dat als doelstelling heeft content te maken voor andere partijen in de fietsbranche zoals toeristische regio's en fietsmerken. Na 2016 zagen onder het 'merk' Grinta! ook evenementen zoals Test Fest (een testdag voor consumenten die fietsen willen uitproberen), Gravalhalla (een graveltocht van zustermerk 'Grit!') en de organisatie van social rides en travel experiences het licht. 

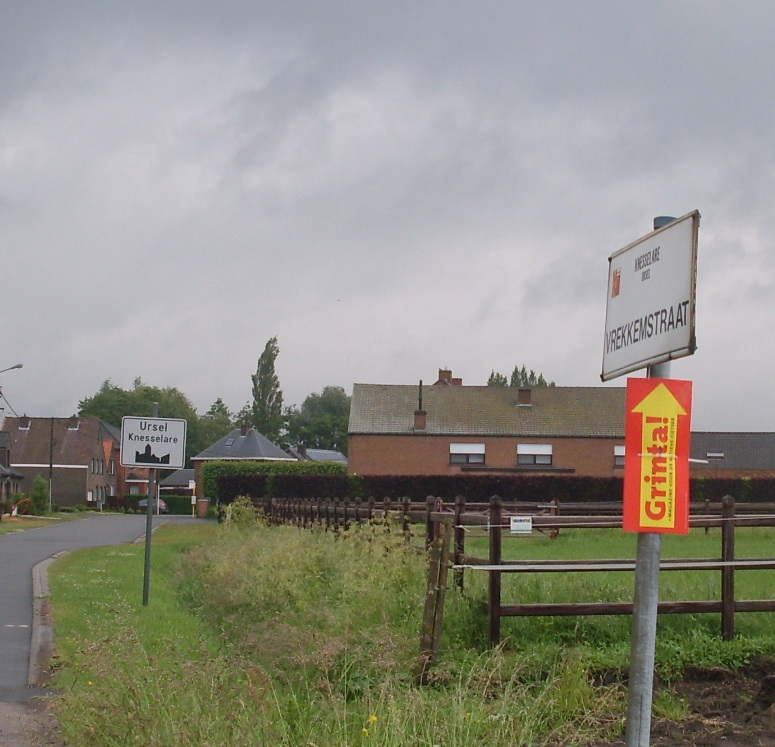
Grinta! in de straat.